# Barbara Hicks
Pour les articles homonymes, voir Hicks.
Barbara Hicks, née le 12 août 1924 à Wolverhampton dans le Staffordshire et morte le 6 septembre 2013, est une actrice britannique.

## Biographie
Barbara Hicks est essentiellement connue pour ses rôles dans Brazil de Terry Gilliam en 1985 et Retour à Howards End en 1992.

## Filmographie partielle
- 1953 : Background : Mrs. Young
- 1954 : Conflict of Wings : Mrs. Thompson
- 1956 : Sailor Beware !
- 1958 : Contre-espionnage à Gibraltar : Hester
- 1959 : Operation Bullshine : Sergent Merrifield
- 1959 : Un brin d'escroquerie (A Touch of Larceny) de Guy Hamilton
- 1960 : Hand in Hand : Miss Roberts
- 1961 : Petticoat Pirates : instructrice d'entraînement physique
- 1964 : Smokescreen : Miss Breen
- 1968 : La Charge de la brigade légère : la servante de Mrs. Duberly
- 1980 : The Wildcats of St Trinian's : Miss Coke
- 1982 : A Shocking Accident : Tante Joyce
- 1982 : Britannia Hospital : Miss Tinker
- 1983 : Dombey and Son : Mrs. Pipchin
- 1985 : Brazil : Mrs. Alma Terrain
- 1992 : Retour à Howards End : Miss Avery
- 2000 : Up at the Villa : Lulu Good